# Terrence Clarke
Terrence Clarke (ur. 6 września 2001 w Bostonie, zm. 22 kwietnia 2021 w Los Angeles) – amerykański koszykarz. Karierę rozpoczął w Rivers School, po czym przeniósł się do Brewster Academy, gdzie jego drużyna wygrała krajowe mistrzostwa przygotowawcze w 2019 roku. Brał udział w McDonald’s All-American Game, Clarke był pięciogwiazdkowym rekrutem i jednym z najlepszych strzelców w klasie 2020. Grał przez jeden sezon w college’u w Kentucky, zanim dostał się do draftu do NBA. Zginął w wypadku samochodowym w wieku 19 lat w Los Angeles w Kalifornii.

## Kariera
Terrence Clarke Początkowo uczęszczał do Rivers School w Weston w stanie Massachusetts, potem przeniósł się do Brewster Academy. W Brewster wygrał National Prep Championships 2019. Clarke został wybrany do McDonald’s All-American Game.
Rivals i 247Sports uznały go za ósmego najlepszego gracza, a ESPN jako dziesiątego najlepszego gracza w klasie 2020.

### Kariera w college’u
25 listopada 2020 r. w swoim debiucie w college’u w Kentucky, Clarke zdobył 12 punktów. Ze względu na kontuzję prawej nogi wziął udział tylko w ośmiu meczach w sezonie. Clarke zdobył 22 punkty przeciwko Georgia Tech Yellow Jackets 6 grudnia 2020 roku. Zakończył karierę w college’u z 72 punktami zdobytych w ciągu 229 rozegranych minut. 19 marca 2021 roku Clarke ogłosił, że zrezygnuje z gry w college’u i wziął udział w drafcie do NBA w 2021 roku. Dzień przed śmiercią Clarke podpisał kontrakt z Klutch Sports Group.

## Życie prywatne
Clarke studiował komunikację na Uniwersytecie Kentucky. Miał troje rodzeństwa: Tatianę, Gavina i Madison.

### Śmierć
22 kwietnia 2021 r. Clarke zginął w wypadku samochodowym. Departament Policji Los Angeles stwierdził, że Clarke jechał z dużą prędkością, oraz przejechał na czerwonym świetle, uderzając potem w samochód, który skręcał w lewo.